# شاید من شگفت زده هستم
"شاید من شگفت زده هستم" (به انگلیسی: Maybe I'm Amazed) آهنگی است که توسط موزیسین انگلیسی پل مک کارتنی نوشته شده‌است که اولین بار در سال ۱۹۷۰ در اولین آلبوم انفرادی او یعنی مک کارتنی منتشر شد.

## تاریخچه
با اینکه آهنگی که برای اولین بار ضبط شده بود هیچ وقت به عنوان تک آهنگ منتشر نشد اما بعدها در یک اجرای زنده در گروه جدید مک‌کارتنی یعنی وینگز اجرا شد. این نسخه که در سال ۱۹۷۷ منتشر شد، به ده آهنگ برتر در ایالات متحده راه یافت و به رتبه ۲۸ در بریتانیا رسید.
در سال ۲۰۱۱، مجله رولینگ استون این آهنگ را در رتبه ۳۴۸ ام لیست «۵۰۰ بهترین آهنگ تمام دوران» خود قرار داد.